# Počitelj

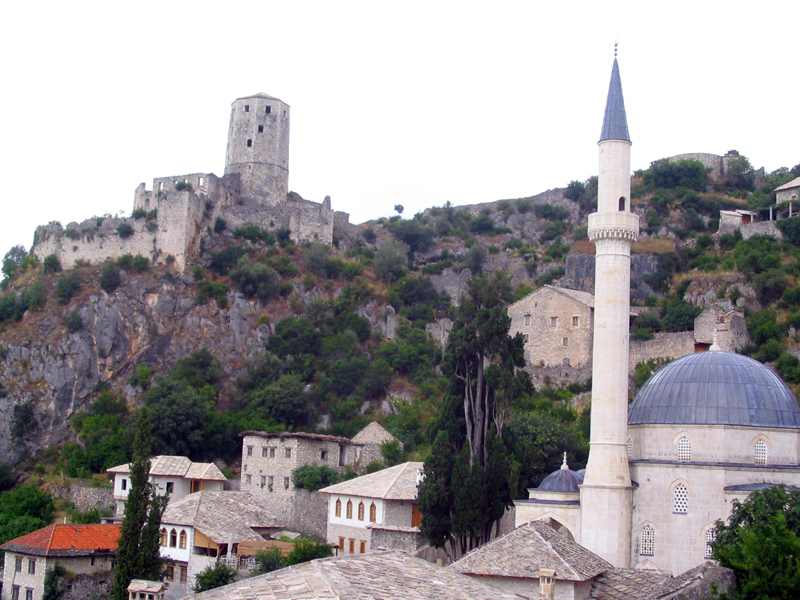
Počitelj pohled na pevnost a Šisman Ibrahim-pašovu mešitu

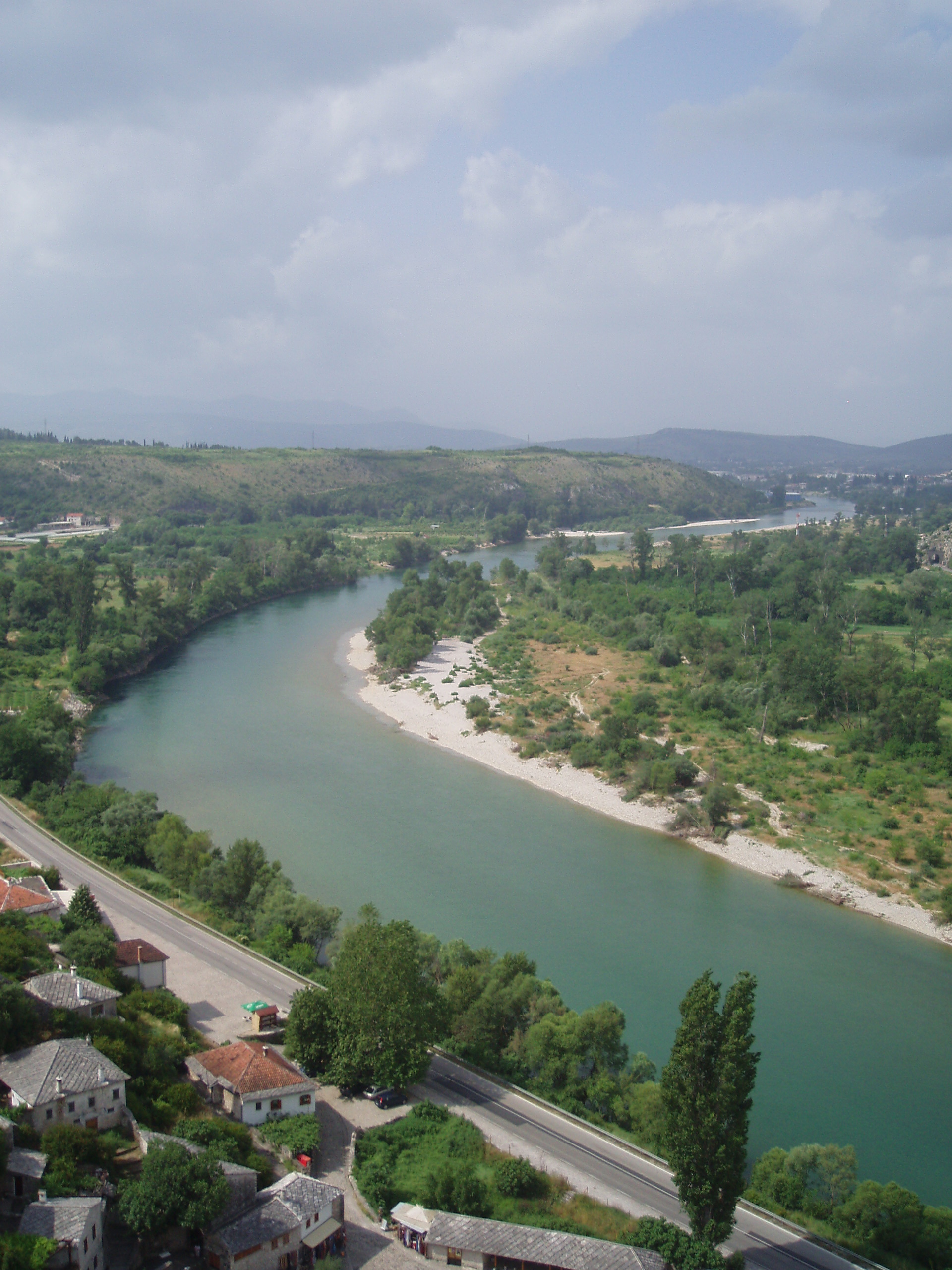
Výhled z pevnosti na řeku Neretvu

Počitelj je historické město na území státu Bosna a Hercegovina, okres Čapljina, Hercegovsko-neretvanský kanton. Podél města protéká řeka Neretva, město leží na jejím levém břehu.

## Historie
První písemně doložená zmínka pochází z roku 1444. Nepotvrzeně se předpokládá vznik již okolo roku 1382, kdy město údajně založil král Tvrtko I. jako opevněnou osadu. V roce 1463 získal město Matyáš Korvín a ve městě sídlila až do roku 1471 maďarská vojenská posádka. Po obléhání v roce 1471 město získává pod svou nadvládu Osmanská říše. Nadvláda Osmanské říše trvala až do roku 1878, kdy se město stalo součástí Rakousko-Uherska a ztratilo svůj strategický význam. Po nastolení rakousko-uherské vlády v Bosně a Hercegovině v roce 1878 ztratil Počitelj svůj strategický význam a začal rychle chátrat. Počet obyvatel postupně klesal. Ztráta strategické role města napomohla zachování původního městského architektonického celku, takže město zůstalo ve své původní podobě.
Celé historické městské centrum Počitelj a jeho okolí utrpělo během války v Bosně a Hercegovině v letech 1992 - 1995 rozsáhlé škody. Po bombardování byla zničena mistrovská díla islámského umění a architektury ze 16. století v Počitelji a velká část obyvatel města byla etnicky vyčištěna.
Architektura města sestává především ze středověkých a osmanských prvků. Do středověké skupiny se řadí jádro pevnosti. Architekturu z dob Osmanské říše tvoří Šišman Ibrahim-pašova mešita, muslimská náboženská vysoká škola, lázně, hodinová věž.

## Demografické údaje
Obyvatelé podle sčítání lidu v Počitelji z roku 2013.
Celkový počet obyvatel: 799
- Bosňané - 466 (58,3%)
- Chorvati - 316 (39,5%)
- Srbové - 2 (0,3%)
- ostatní - 15 (1,9%)

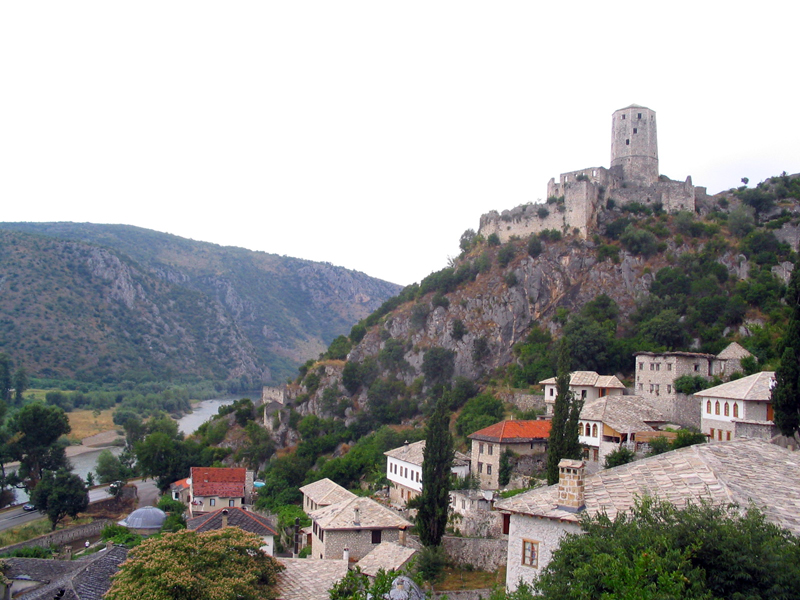
Pohled na pevnost, vlevo řeka Neretva, v popředí zástavba města
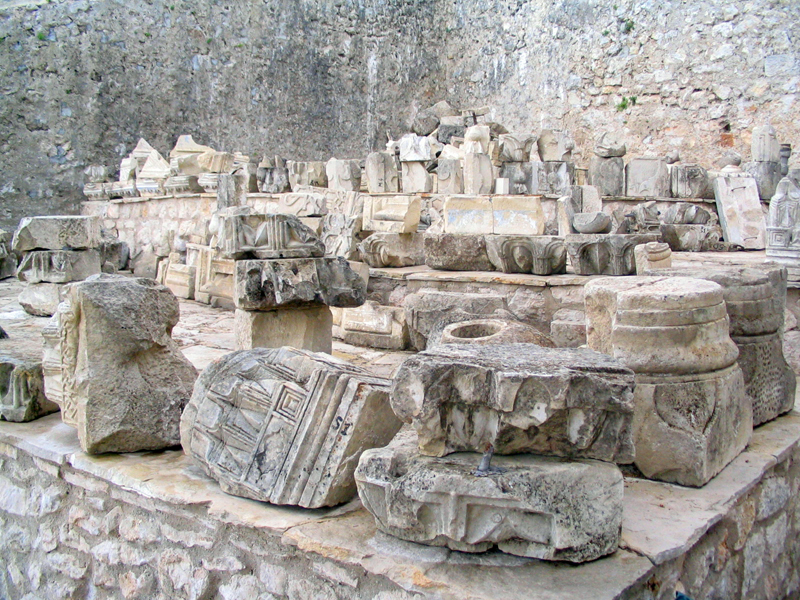
Úlomky z mešity a vykopávky po válce 1992-1995